# Нейтронно-абсорбційний сепаратор
Нейтронно-абсорбційний сепаратор — радіометричний сепаратор, призначений для збагачення корисних копалин за здатністю розділюваних мінералів послаблювати потік теплових нейтронів.
Сепаратор складається з вібраційного живильника, стрічки для подачі грудок у зону випромінювання. Над стрічкою у сповільнювально-відбивному блоці встановлені джерела нейтронів, а знизу — блоки детектування. Сигнали з цих блоків надходять у радіометр, де здійснюється оцінка ступеня ослаблення нейтронів грудкою руди, в результаті чого подається команда сортувальному пристрою, який направляє цю грудку в той або інший продукт збагачення.
Конструкція сепаратора аналогічна конструкції гамма-абсорбційного сепаратора. ‎